# 鍾偉強 (足球運動員)
鍾偉強（Chung Wai Keung，1995年10月21日），生於香港，香港足球運動員，自小視葡萄牙球王C朗拿度為偶像，主要司職左中場，亦能客串左翼及左閘，現時效力香港超級聯賽球會大埔。

## 球會生涯
鍾偉強於15歲加入天旭青年軍、一直隨該隊由丁組開始打拚。於2014–15季度贏取當季聯賽冠軍。
2015年8月，鍾偉強正式加盟香港超級聯賽球隊夢想駿其，於2015年9月12日在港超開咧戰對黃大仙正選上陣，其後在56分鐘被換走。在夢想駿其以3–0擊敗香港飛馬的聯賽取得職業生涯首個入球。2016年7月20日，鍾偉強加盟香港超級聯賽球隊香港飛馬,並赢取了2016–17季度香港菁英盃亞軍。
2018/19球季，鍾偉強加盟港超聯球隊和富大埔，穿上80號球衣。2019年4月3日鍾偉強在亞協盃I組首戰作客傑志時，後備串演左閘，於87分鐘接應伊高·沙托尼的傳送在左路窄角度射入，成功絕殺傑志，為和富大埔帶來首場亞協盃勝仗。最後和富大埔更贏取當季聯賽冠軍。
2019/20球季，鍾偉強隨李志堅教練加盟港超聯球隊東方龍獅。2020年2月28日，菁英盃A組煞科戰對香港飛馬，鍾偉強於57分鐘接應傳中輕鬆墊射入網，67分鐘鍾偉強個人突破後再推過棄關出擊的梁興傑推射空門，個人梅開二度，最終東方龍獅以3比0輕取香港飛馬，鍾偉強賽後亦當選「仁和堂滴雞精ManOfTheMatch」。2020年9月19日，港超聯復賽首仗，由東方龍獅硬撼傑志，鍾偉強於下半場後備上陣，68分鐘接應祖亞奧·利馬一記長傳，於禁區頂面對傑志後衞夾擊下建功，替東方龍獅射入致勝一球，東方龍獅最後以2比1險勝傑志，鍾偉強賽後當選「仁和堂滴雞精ManOfTheMatch」。
2020/21球季 2021年4月17日，鍾偉強於港超聯對陣理文的賽事後備入替，為半月板受傷後復出的第二場，鍾偉強先助攻辛祖為球隊吹響反攻號角，再射入關鍵的扳平球，最後為東方龍獅全取三分立奇功，鍾偉強賽後成功當選「仁和堂滴雞精ManOfTheMatch」。
2022/23球季，鍾偉強再次加盟港超聯球隊和富大埔。

## 國際賽生涯
2015年，鍾偉強年僅19歲就已經越級代表香港U22征戰台灣的奧運外圍賽，更在兩場比賽當中都有上陣機會，可惜香港3戰全敗當中不敵中華台北。
2017年7月，鍾偉強再次入選香港U22代表隊，參與在朝鮮舉行的亞洲23歲以下錦標賽外圍賽，更在對中華台北的分組賽取得首個U23入球，助香港以4–0勝出復仇成功，最終香港U22以1勝2和的成績無緣決賽周。
2018年11月7日，由於基奧雲尼因傷退隊，故本身已在替補名單的鍾偉強獲補選入隊，出戰東亞足球錦標賽第二圈。結果他在11月11日對中華台北的首戰後備入替，更在84分鐘射入奠定勝局的一球，協助香港以2–1勝出，表現獲教練及球迷讚賞。最後亦赢取了東亞足球錦標賽第二圈外圍賽冠軍。
2019年9月，鍾偉強入選香港代表隊，出戰2022年國際足總世界盃外圍賽 (亞洲區)，於4場賽事都獲上陣的機會，可惜香港代表隊最後以1勝2和2敗的戰績出局。
2019年12月，鍾偉強入選香港代表隊，出戰2019年東亞足球錦標賽決賽週，並獲一次後備上陣的機會。

## 國際賽事紀錄
- 僅列出國際A級比賽

| 上陣次數 | 時間           | 地點                    | 對手     | 比數 | 賽事性質                   | 入球 (累計) |
| -------- | -------------- | ----------------------- | -------- | ---- | -------------------------- | ----------- |
| 1        | 2018年11月11日 | 臺灣 臺北田徑場         | 中華臺北 | 2–1  | 2019年東亞足球錦標賽第二圈 | 1 (1)       |
| 2        | 2018年11月16日 | 臺灣 臺北田徑場         | 蒙古国   | 5–1  | 2019年東亞足球錦標賽第二圈 | 0 (1)       |
| 3        | 2019年9月5日   | 柬埔寨 奧林匹克體育場   | 柬埔寨   | 1–1  | 2022年世界盃亞洲區外圍賽   | 0 (1)       |
| 4        | 2019年9月10日  | 香港 香港大球場         | 伊朗     | 0–2  | 2022年世界盃亞洲區外圍賽   | 0 (1)       |
| 5        | 2019年10月11日 | 伊拉克 巴士拉體育城     | 伊拉克   | 0–2  | 2022年世界盃亞洲區外圍賽   | 0 (1)       |
| 6        | 2019年11月14日 | 香港 香港大球場         | 巴林     | 0–0  | 2022年世界盃亞洲區外圍賽   | 0 (1)       |
| 7        | 2019年12月18日 | 南韓 釜山亞運會主競技場 | 中國     | 0–2  | 2019年東亞足球錦標賽       | 0 (1)       |
| 8        | 2021年6月3日   | 巴林 穆哈拉格體育場     | 伊朗     | 1–3  | 2022年世界盃亞洲區外圍賽   | 0 (1)       |
| 9        | 2021年6月15日  | 巴林 巴林國家體育場     | 巴林     | 0–4  | 2022年世界盃亞洲區外圍賽   | 0 (1)       |

## 榮譽
駿其天旭
- 香港甲組聯賽冠軍（2014–15季度）

香港飛馬
- 香港菁英盃亞軍（2016–17季度）

大埔
- 香港超級聯賽冠軍（2018–19、2024–25季度）

東方龍獅
- 香港足總盃冠軍（2019-20季度）
- 香港高級組銀牌冠軍（2019-20季度）
- 香港菁英盃冠軍（2020-21季度）

## 外部連結
- 香港足球總會網頁球員註冊資料 （页面存档备份，存于）